# ڕ
Raʿ petit v souscrit (ڕ) est une lettre additionnelle de l’alphabet arabe utilisée dans l’écriture du kurde.

## Utilisation
Dans l’écriture du kurde sorani, ‹ ڕ › représente une consonne roulée alvéolaire voisée [r⁠].